# Јиржи Лански
Јиржи Лански (чеш. Jiří Lanský; Праг, 17. септембар 1933 — Лазње Тоушењ, 14. фебруар 2017) бивши је чехословачки, атлетичар чија је специјалност била скок увис, двоструки сребрни са европских првенства:Берна 1954. и Стокхолма 1958. Био је члан СД Бохемијанс из Прага.

## Спортска биографија
На Европском првенству у Берну 1954., освојио је друго место иза
Бенгта Нилсона из Шведске, а испред свог колеге из репрезентације Јарослава Ковара
Овај успех поновио је и на Европском првенству у Стокхолму 1958., где је изгубио само од Рикарда Дала из Шведске 
На Олимпијским играма у Риму 1960. пласирао се од 7—9 места.
Победио је на Студентским светским играма (УИЕ) 1951. у Берлину, а на 1959. у Бечу заузео друго место .
Лански је био први Чехословачки атлетичар који је прескочио висину од 2 метра и постигао резултат 2,1 м 1. маја 1953. године у Старој Болеслави. Чехословачко рекорд поправљао је 7 пута до резултата од 2,10 м (24. августа 1958. у Стокхолму).

### Значајнији резултати
| Датум | Такмичење          | Место    | Пласман | Резултат  | Белешка |
| ----- | ------------------ | -------- | ------- | --------- | ------- |
| 1954. | Европско првенство | Берн     |         | 1,98 м    |         |
| 1958. | Европско првенство | Стокхолм |         | 2,10 м НР |         |
| 1960  | Олимпијске игре    | Рим      | 7-9     | 2,03 м    |         |